# 福明安
福明安（？—？），清朝官員，字欽文，号在亭，蒙古鑲紅旗人。乾隆十三年（1748年）戊辰科進士。

## 任職履歷
- 乾隆六年（1741年）辛酉科，顺天乡试中举。
- 乾隆十三年（1748年）進士，改翰林院庶吉士，散館改主事。累官翰林院侍讀學士。
- 乾隆三十六年（1771年）七月，左庶，充山西省鄉試主考官。
- 乾隆四十四年（1779年）七月，由寧夏道監察御史授任雲南省布政使，至乾隆四十五年（1780年）遷。